# Jean Piaget
Jean Piaget [ʒɑ̃ pjaˈʒɛ - žán pjaže] (9. srpna 1896 – 16. září 1980) byl švýcarský filozof, přírodní vědec a vývojový psycholog, který se proslavil studiem dětského myšlení a teorií kognitivního vývoje či genetické epistemologie. Soustavným empirickým zkoumáním se pokusil vysvětlit, jak se v dětství vytvářejí základní struktury a předpoklady poznávání, které Immanuel Kant pokládal za apriorní. Byl druhým nejcitovanějším psychologem 20. století. Významně se přičinil o reformy školního vzdělávání a jak říká Ernst von Glasersfeld, byl také „velkým průkopníkem konstruktivistické teorie znalostí“.

## Životopis
Piaget se narodil v Neuchâtelu ve francouzskojazyčné části Švýcarska. Jeho otec, Arthur Piaget, byl profesorem středověké literatury na Neuchâtelské universitě. Piaget byl nadprůměrně nadané dítě se zájmem o biologii a přírodu, zvlášť ho zajímali měkkýši a ještě před ukončením střední školy publikoval několik prací. Svou dlouhou kariéru vědeckého výzkumu začal vlastně již v jedenácti letech publikací krátké práce o albínském vrabci. V průběhu svého života napsal Piaget více než šedesát knih a několik set článků.
Doktorát v oboru zoologie obdržel na Neuchâtelské universitě, na universitách v Curychu (1918–1919) a v Paříži (1919–1921) studoval dětskou psychologii a pedagogiku. Během této doby publikoval dvě filozofické práce, které vyjadřují směr jeho tehdejšího myšlení, které však později zavrhl jako nezralé. Jeho zájem o psychoanalýzu jako psychologický přístup, který se právě tehdy bouřlivě rozvíjel, také spadá do tohoto období.
Roku 1919 se přestěhoval ze Švýcarska do Paříže, kde učil na chlapecké škole Grange-aux-Belles vedené Alfredem Binetem, tvůrcem tzv. Binetova testu inteligence. Při známkování několika takových inteligenčních testů si všiml, že malé děti opakovaně chybovaly v určitých otázkách. Piageta tolik nezajímal samotný fakt, že děti chybovaly, ale že stále dělaly stejný druh chyb, který starší děti a dospělí nedělali. To ho vedlo k myšlence, že v poznávání čili kognitivních procesech se dětí podstatně liší od dospělých. Nakonec zveřejnil souhrnnou teorii o tom, jak jednotlivci procházejí několika kvalitativně odlišnými stupni kognitivního vývoje.
V roce 1921 se Piaget vrátil do Švýcarska jako ředitel Rousseauova institutu v Ženevě, který před ním vedl Édouard Claparède. V roce 1923 se oženil se svou studentkou, Valentine Châtenay; společně měli tři děti, u nichž Piaget již od narození studoval, jak si osvojují jazyk. V roce 1929 přijal místo ředitele International Bureau of Education (IBE) a zůstal v čele této mezinárodní organizace až do roku 1968, kdy se stala ústavem UNESCO. Každý rok přednášel ředitelské přednášky pro radu IBE (IBE Council) a pro Mezinárodní konferenci pro veřejné vzdělávání (International Conference on Public Education), v nichž vyjadřoval svou představu vzdělávání.

## Stadia kognitivního vývoje
Piaget byl v letech 1929–1975 profesorem psychologie na Universitě v Ženevě a je známý zejména tím, jak uspořádal teorii kognitivního vývoje do jednotlivých stadií, čímž navázal na dřívější práci J. M. Baldwina. Každou etapu charakterizují všeobecné kognitivní struktury (schéma), které ovlivňují veškeré myšlení dítěte (strukturalistické pojetí ovlivněné filozofem Immanuelem Kantem). Každé stadium představuje dětské porozumění světu během daného období a každé, kromě posledního, je nepřesným zobrazením reality. Vývoj z jednoho stadia do dalšího je tedy způsoben hromaděním chyb v dětském chápání okolního prostředí; toto hromadění nakonec způsobí tak veliký nesoulad (disequilibrum), že musí dojít ke komplexnímu přeorganizování myšlenkových struktur.
Čtyři Piagetovy vývojové etapy jsou:
1. Sensomotorické stadium: od narození do 2 let života (děti poznávají svět pomocí pohybů a smyslů a získávají vědomí stálosti objektů)
2. Předoperační stadium: od 2 do 7 let (používání jazyka, egocentrické myšlení)
3. Stadium konkrétních operací: od 7 do 12 let (dokáže logicky přemýšlet o konkrétních událostech, pochopení stálosti počtu, množství a hmotnosti)
4. Stadium formálních operací: 12 let a více (dokáže logicky myslet o abstraktních pojmech).

Tato chronologická období jsou pouze přibližná a protože studie prokázaly velké rozdíly mezi jednotlivými dětmi, nemohou být chápány jako ostře stanovené normy. Dále se tato stadia objevují v různých letech podle toho, jaká oblast znalostí je posuzována. Stáří stanovené pro jednotlivá stadia tedy pouze odráží, kdy jsou jednotlivá stadia obvykle dominantní, ačkoliv jedna a tatáž osoba může vykazovat příklady dvou, tří nebo dokonce i všech čtyř stadií myšlení ve stejnou dobu, přičemž záleží na oblasti znalostí a experimentu, kterému je jedinec podroben.
I přesto základní pravidlo tvrdí, že v každé jedné oblasti znalostí se stadia objevují ve stejném chronologickém pořadí.
Názor na neměnnost pořadí stadií vychází z toho, že znalosti nejsou jednoduše získány z okolního prostředí, ale jsou postupně vystavěny zevnitř. Tento názor byl velice vlivný v pedagogice, a je většinou nazýván konstruktivismus. Jakmile je poznání vnitřně vystavěno, je testováno na prostředí stejným způsobem, jakým vědec zkoumá platnost své teorie. Stejně jako vědec, jednotlivý žák může vyřadit, upravit nebo přestavět poznání podle jeho užitečnosti ve skutečném světě. Velká část této výstavby (a později přestavby) je vykonávána podvědomě.
Vidíme tedy, že Piagetova stadia vlastně zobrazují čtyři typy myšlenkových struktur. Chronologické pořadí je nevyhnutelné, protože každá fáze je potřebná k vystavění další úrovně, která je jednodušší, všeobecnější a účinnější. Podobně musíme nejdřív vyrobit součástky, abychom mohli postavit stroje, a poté koordinovat stroje, abychom mohli postavit továrnu.

## Piagetova představa o dětské mysli
Piaget viděl děti jako „malé filozofy“, které nazýval „malinkými myšlenkovými pytlíky“ a vědci stavícími své vlastní teorie poznání. Někteří lidé použili jeho názory, aby se mohli zaměřit na to, co děti nezvládnou. Piaget je ale použil k pochopení kognitivního růstu a vývoje dětí.

## Vývojové procesy
Piaget nepodal stručný a jasný popis vývojového procesu jako celku. Zhruba řečeno probíhá v cyklu:
- Dítě provádí operaci, která má vliv na předměty nebo je uspořádává. Dítě je schopné posoudit vlastnosti akce a její výsledky.
- Pomocí opakovaných akcí, možná s určitými změnami či v rozdílných prostředích nebo s rozdílnými předměty, je dítě schopné rozlišit a začlenit základní prvky svých činů a jejich výsledky. Toto je tzv. proces zrcadlové abstrakce (reflecting abstraction) (podrobně popsáno v Piaget 2001).
- Ve stejné době je dítě schopné identifikovat vlastnosti objektů podle toho jaké účinky na ně mají různé akce. Toto je tzv. proces empirická abstrakce (empirical abstraction).
- Opakováním tohoto procesu na široké škále objektů a akcí dítě vytváří novou úroveň poznání a porozumění. Toto je proces vytváření nového kognitivního stadia (cognitive stage). Tento dvojitý proces umožňuje dítěti vytvářet nové způsoby zacházení s předměty a nové poznání těchto předmětů.
- Nicméně, jakmile dítě vytvořilo tyto nové druhy poznání, začne je používat k vytváření stále složitějších objektů a k provádění stále složitějších úkonů. Tak dítě začíná rozpoznávat stále složitější vzory a vytvářet stále složitější objekty. Tak začíná nové stadium, které skončí až když všechny aktivity a zkušenosti dítěte budou přeorganizovány podle této vyšší úrovně.

Tento proces však není úplně plynulý. Jakmile se prokáže, že nový stupeň organizace, poznání a chápání je účinný, je rychle uplatněn i v ostatních oblastech. To způsobuje prudký a radikální přechod z jednoho stadia do druhého. Čas strávený v novém stadiu je vyplněn vylepšováním tohoto nového kognitivního stupně. Když znalosti, získané v jednom stadiu studia a zkušeností, vedou prudce a rapidně k novému, vyššímu stadiu pochopení, říkáme, že proběhl „gestalt“.[zdroj?]
Vzhledem k dialektické formě celého procesu, kde je každé nové stadium vytvořeno pomocí další specifikace, integrace a syntézy nových struktur ze starých, je pořadí kognitivních stadií spíše nutné než pouze vědecky správné. Každá nová fáze se objevuje jen díky tomu, že dítě již plně ovládá výsledky předchozích stadií a že ještě stále existují dokonalejší formy poznání a činností, kterých může dosáhnout.
Piagetův model vývoje vysvětluje mnohé jevy lidského poznání, které dříve nebyly vysvětleny, a to proto, že pokrývá jak teorii o tom, jak získáváme znalosti o předmětech, tak i naše úvahy o vlastních činech. Například, poukazuje na to, jak děti postupně obohacují své porozumění věcí používáním dřívějších znalostí a uvažováním o nich, takže jsou schopné své znalosti organizovat v čím dál tím složitější struktury. Takže když dítě dokáže důsledně a přesně rozeznat různé druhy zvířat, může získat schopnost je uspořádat do vyšších celků jako třeba „ptáci“, „ryby“ a pod. Toto je důležité, neboť nyní dítě něco ví i o zvířeti, které dříve neznalo, jen díky tomu, že ví, do jaké skupiny patří – např. je-li to pták, pak klade vejce.
Zároveň uvažováním o svých činech dítě získává složitější vědomí o „zákonech“, které určují různými způsoby, co je správné a co ne. Takto Piaget vysvětluje rostoucí vědomí dítěte o pojmech jako je správný, právoplatný, nutný, řádný a pod. Jinými slovy, dítě buduje pravidla nejen o tom, co je účinné a správné, ale také ospravedlněné.
Jedna z nejznámějších Piagetových studií se zaměřila na rozlišovací schopnosti dětí ve věku dva a půl a čtyři a půl roku. Studii začal s dětmi různého věku. Srovnal dvě řady se stejným počtem M&M's,[zdroj?] v jedné řadě byly M&M's rozestavěny dál od sebe a v druhé blíž u sebe. Zjistil, že „Děti mezi 2 lety a 6 měsíci a 3 lety a 2 měsíci dokázaly správně určit relativní počet předmětů v obou řadách; mezi 3 lety a 2 měsíci a 4 lety a 6 měsíci děti udávaly, že delší řada s většími rozestupy jich má ‚více‘; po 4 letech a 6 měsících děti opět určovaly správně.“ Mladší děti původně nezkoumal, neboť pokud čtyřleté dítě nedokáže podržet počet, jak by to mohlo dokázat dítě mladší? Výsledky ale ukazují, že dítě mladší 3 let a 2 měsíců ovládají podržení počtu, ale starší děti tuto schopnost ztrácejí, a neobnoví ji dokud nedosáhnou čtyř a půl let. Tato schopnost může být dočasně ztracena kvůli přehnanému spoléhání se na strategie vnímání, které tvrdí, že delší řada sladkostí také obsahuje jejich větší množství, nebo je to způsobeno neschopností čtyřletých dětí situaci obrátit.[zdroj?]
Na konci tohoto experimentu bylo zjištěno několik skutečností. Za prvé, mladší děti mají rozlišovací schopnost, což ukazuje, že logická kapacita pro kognitivní operace se objevuje dříve, než se dříve předpokládalo. Tato studie také ukazuje, že mladé děti mohou být vybaveny určitými vlastnostmi pro kognitivní operace, které závisí na logické konstrukci úkolu. Výzkum také ukazuje, že pětileté děti vyvíjejí jednoznačné pochopení, dítě si předměty spočítá, aby určilo, v které řadě jich je víc. A konečně studie odhalila, že celková schopnost podržet množství není ve vrozené lidské výbavě.

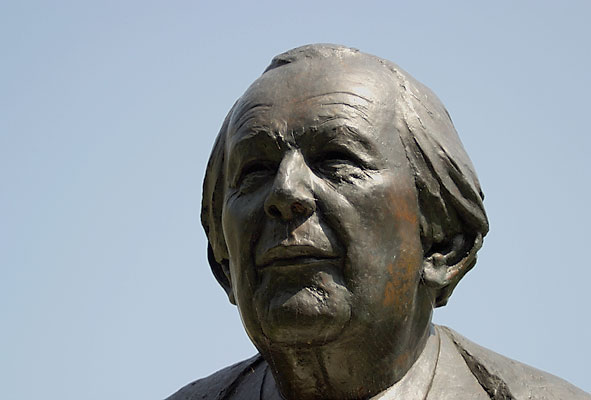
Jean Piaget

## Genetická epistemologie
Genetická epistemologie je podle svého tvůrce Jeana Piageta interdisciplinární věda, nahrazující gnoseologii. Genetickou psychologii pokládá za část realizace geneticko-epistemologického záměru. Genetická epistemologie má vlastně nahradit filozofickou teorii poznání. Je nutno ji chápat jako pokusný krok v procesu vydělování věd z filozofie. Tento krok má však dvě stránky. Na jedné straně je vyjádřením objektivní možnosti vytvořit vědeckou teorii poznání, opřenou o moderní logiku, metodologii a teorii vědy. Na druhé straně vytlačuje na periferii některé základní problémy výrazně filozofického charakteru, které se nutně při zkoumání poznání vždy znovu objevují, jako je vztah poznání a skutečnosti.

## Vliv
Ačkoliv již nepatří mezi populární psychology, o Piagetově vlivu v globálním měřítku svědčí činnost Společnosti Jeana Piageta (Jean Piaget Society), která pořádá každoroční konference a přitahuje mnoho účastníků. Jeho teorie kognitivního vývoje ovlivnila mnoho rozličných oblastí:
- Vývojová psychologie
- Výchova
- Historické studie myšlení a poznávání
- Evoluce lidské inteligence
- Primatologie
- Filosofie
- Umělá inteligence (AI)

Na druhé straně Piaget zřejmě výrazně neovlivnil terapeutické metody nebo modely.

### Vývojová psychologie
Piaget je zřejmě jedním z nejvlivnějších vývojových psychologů: ovlivnil nejen práce Lva Vygotského a Lawrence Kohlberga, ale celé další generace vědců. Ačkoliv důkladné prověřování jeho teorie vedlo k četným vylepšováním a zkvalitňováním původního modelu a vzniku neo-piagetovských a post-piagetovských teorií, Piagetův původní model se prokázal jako velice silný..

### Výchova
Během 70. a 80. let 20. století Piagetova práce inspirovala také reformu evropské i americké výchovy, a to jak v teorii, tak v praxi, což vedlo k přístupu více zaměřenému na dítě.

### Historické studie myšlení a poznávání
Historické změny myšlení byly modelovány v piagetovských pojmech. Široce řečeno, tyto modely zmapovaly změny v moralitě, intelektuálním životě a kognitivním stadiu na historických proměnách (typicky ve složitosti sociálních systémů).
Některé významné příklady:
- Michael Barnesova studie ko-evoluce náboženského a vědeckého myšlení (Barnes 2000)
- Peter Damerowova teorie prehistorického a starověkého myšlení (Damerow 1995)
- Kieran Eganova stadia porozumění
- James W. Fowlerova stadia vývoje víry
- Suzy Gablikovy stadia historie umění (Gablik 1977)
- Christopher Hallpikeovy studie změn v poznávání a morálním úsudku v prehistorickém období, ve starověku a v antice (Hallpike 1979, 2004)
- Lawrence Kohlbergova stadia morálního vývoje
- Don Lepanova teorie původu moderního myšlení a dramatu (LePan 1989)
- Charles Raddingova teorie o středověkém intelektuálním vývoji (Radding 1985)
- R.J. Robinsonova stadia historie (Robinson 2004)

### Evoluce lidské inteligence
Původ lidské inteligence byl také studován v piagetovských pojmech. Wynn (1979, 1981) analyzoval pravěké acheuléenské a oldowanské nástroje v pojmech porozumění prostorovým vztahům, nutných k vytvoření obou typů. Obecněji, Robinsonovo Birth of Reason (Zrození rozumu, 2005) navrhuje široce založený model pro vývoj piagetovské inteligence.

### Primatologie
Piagetovy modely poznání byly použity i mimo okruh studia lidí. Komunita primatologů vyhodnocuje vývoj a schopnosti primátů v pojmech Piagetova modelu; mezi významné osobnosti patří Sue Taylor Parker a Francesco Antinucci. Souhrn rozsáhlé literatury sepsali Parker a McKinney (1999).

### Filozofie
Pokud vezmeme v úvahu jeho novokantovské předpoklady, jeho zaměření na témata jako logické a matematické uvažování, morální úsudek, odporování, jazyk, oprávněnost a podobně, je překvapující, jak málo pozornosti Piaget vyvolal u filozofů.[zdroj?] Někteří ale k jeho práci přihlíželi, například filozof a sociální teoretik Jürgen Habermas v práci Teorie komunikativního jednání. Filozof Thomas Samuel Kuhn použil Piagetův model pro výklad proměn způsobů myšlení (paradigmat) v teorii vědeckých revolucí.

### Umělá inteligence
Piagetovy práce také ovlivnily počítačové vědy a umělou inteligenci. Seymour Papert použil Piagetovy výsledky při vytváření jazyka Logo a Alan Kay na nich založil programovací systém Dynabook, který vznikl v Xerox PARC. Tyto diskuse vedly k vyvinutí Alto prototypu, který objevil základy grafického uživatelského rozhraní (GUI) a ovlivnil vytvoření uživatelských rozhraní v 80. letech 20. století a později.

## Kritika Jeana Piageta
Piagetova teorie byla velkým úspěchem, který změnil úvahu o kognitivním vývoji dětí, nové metody testování intelektových schopností nejmladších dětí však potvrzují, že Jean Piaget schopnosti dětí podcenil. Mnoho studií testujících teorii vývojových stádií vyžaduje pozornost, paměť a specifickou znalost určitých faktů. Piaget se domníval, že raný kognitivní vývoj závisí na senzomotorických činnostech.

### Studie zaměřená na stálost objektu[5]
V této studii Jean Piaget se pokoušel ověřit pravdivost, zda děti měli smysl stálosti objektu. Tento test probíhal následovně:

#### Habituace
1. Dítě bylo dáno před otáčející deskou, která leží na stole a má právě dva vrcholy pevně spojeny se stolem. Následně dítě pozoruje otáčení desky do té doby než ztratí zájem.

#### Děj
1. Poté položíme krabici výrazné barvy, tak aby mohla být zakrytá deskou která bude ve vzpřímené poloze. Zároveň dítě nemůže vidět tuto krabici.
2. V tomto bodě se testovaní děti rozdělili do dvou skupin
  - Skupina A pozorovala pohyby desky z ležící polohy do vzpřímené bez kontaktu s krabicí
  - Skupina B pozorovala pohyby desky z ležící polohy do vzpřímené a pokračování pohybu desky po půlkruhu, jako by za deskou nebyla žádná krabice.

Badatelé uvažovali, že děti by měli být překvapeni, když se deska pohybuje jako bez krabice, i když se tam krabice nachází
Dětem zapojených do experimentu s deskou bylo čtyři a půl měsíce. Experiment dokázal, že některé děti mají představu o stálosti objektu už ve věku tří a půl měsíce. Další Piagetovy úkoly ukázaly, že duševní schopnosti dětí se vyvíjejí dříve, než si Piaget původně myslel. V jedné studii, která se zaměřovala na konzervaci počtu, spočívala v tom, že byly vedle sebe seřazeny dvě řady hraček. Experimentátorka potom řekla: „Toto jsou tvoji vojáčci a toto jsou zase moji vojáčci. Kdo jich má víc? Já, nebo ty, nebo máme oba stejně?“ Poté, co dítě správně odpovědělo, experimentátorka řadu pozměnila tak, aby mezi figurkami byly větší mezery a poté otázku podala znovu.
Experiment, který se zaměřoval na prokázání schopnosti konzervace u dětí byl používán na dětech.  Byly formulovány otázky tak, aby se soustředili na celkový soubor věcí a otázky, které se specifikovali na jednotlivé věci. Experiment ukázal, že konkrétní operační myšlení u dětí se může vyvinout především na to, jak jsou otázky formulovány.

## Dílo

### Česky a slovensky vyšlo
- J. Piaget, Štrukturalizmus. Bratislava: Pravda 1971
- J. Piaget, Múdrosť a ilúzie filozofie. Bratislava: Pravda 1977
- J. Piaget, B. Inhelderová, Psychologie dítěte. Praha: Portál , 2014. ISBN 978-80-262-0691-0
- J. Piaget, Psychologie inteligence. Praha: Portál 1999

### Hlavní práce
- Piaget, J. (1950). Introduction à l’Épistémologie Génétique. Paris: Presses Universitaires de France.
- Piaget, J. (1961). La psychologie de l'intelligence. Paris: Armand Colin (1961, 1967, 1991). Online version
- Piaget, J. (1967). Logique et Connaissance scientifique, Encyclopédie de la Pléiade.
- Inhelder, B. and J. Piaget (1958). The Growth of Logical Thinking from Childhood to Adolescence. New York: Basic Books.
- Inhelder, B. and Piaget, J. (1964). The Early Growth of Logic in the Child: Classification and Seriation. London: Routledge and Kegan Paul.
- Piaget, J. (1928). The Child's Conception of the World. London: Routledge and Kegan Paul.
- Piaget, J. (1932). The Moral Judgment of the Child. London: Kegan Paul, Trench, Trubner and Co.
- Piaget, J. (1952). The Child's Conception of Number. London: Routledge and Kegan Paul.
- Piaget, J. (1953). The Origins of Intelligence in Children. London: Routledge and Kegan Paul.
- Piaget, J. (1955). The Child's Construction of Reality. London: Routledge and Kegan Paul.
- Piaget, J. and Inhelder, B. (1966). La psychologie de l'enfant. Paris: Presses Universitaires de France.
- Piaget, J. (1971). Biology and Knowledge. Chicago: University of Chicago Press.
- Piaget, J. (1995). Sociological Studies. London: Routledge.
- Piaget, J. (2001). Studies in Reflecting Abstraction. Hove, UK: Psychology Press.

### Ostatní práce
- Beth, E.W., and Piaget, J. (1966). Mathematical Epistemology and Psychology. Dordrecht: D. Reidel.
- Piaget, J. (1942). Les trois structures fondamentales de la vie psychique: rythme, régulation et groupement. Rev. Suisse de Psychologie Appliquée, 1/2 9–21.
- Piaget, J. (1948). Où va l’éducation? UNESCO.
- Piaget, J. (1951). Psychology of Intelligence. London: Routledge and Kegan Paul
- Piaget, J. (1953). Logic and Psychology. Manchester: Manchester University Press.
- Piaget, J. (1962). Play, Dreams and Imitation in Childhood. New York: Norton.
- Piaget, J. (1966). Nécessité et signification des recherches comparatives en psychologie génétique. Journal International de Psychologie, 1 (1): 3-13.
- Piaget, J. (1970). Structuralism. New York: Harper & Row.
- Piaget, J. (1972). Psychology and Epistemology: Towards a Theory of Knowledge. Harmondsworth: Penguin.
- Piaget, J. (1972). Insights and Illusions of Philosophy. London: Routledge and Kegan Paul.
- Piaget, J. (1974). Experiments in Contradiction. Chicago: University of Chicago Press.
- Piaget, J. (1974). The Place of the Sciences of Man in the System of Sciences. New York: Harper and Row, Publishers.
- Piaget, J. (1975). The Origin of the Idea of Chance in Children. London: Routledge and Kegan Paul.
- Piaget, J. (1977). The Grasp of Consciousness. London: Routledge and Kegan Paul.
- Piaget, J. (1978). Success and Understanding. London: Routledge and Kegan Paul.
- Piaget, J. (1979). Behaviour and Evolution. London: Routledge and Kegan Paul.
- Piaget, J. (1980). Adaptation and Intelligence. London: University of Chicago Press.
- Piaget, J. (1980). Les Formes Élémentaires de la Dialectique. Paris, Editions Gallimard.
- Piaget, J. (1981). Intelligence and Affectivity. Their Relationship during Child Development. Palo Alto: Annual Reviews.
- Piaget, J. (1983). Piagetova teorie. In P. Mussen (ed.). Handbook of Child Psychology. 4th edition. Vol. 1. New York: Wiley.
- Piaget, J. (1985). The Equilibration of Cognitive Structures: The Central Problem of Intellectual Development. Chicago: University of Chicago Press.
- Piaget, J. (1987). Possibility and Necessity. 2 vols. Minneapolis: University of Minnesota Press.
- Piaget, J. (2000). Komentář na Vygotského. New Ideas in Psychology, 18, 241-59.
- Piaget, J., and Garcia, R. (1989). Psychogenesis and the History of Science. New York: Columbia University Press.
- Piaget, J., and Garcia, R. (1991). Towards a Logic of Meanings. Hillsdale, N.J.: Lawrence Erlbaum Associates.
- Piaget, J., and Inhelder, B. (1962). The Psychology of the Child. New York:Basic Books
- Piaget, J., and Inhelder, B. (1967). The Child’s Conception of Space. New York: W.W. Norton.

## Piagetovské a post-piagetovské stupňové teorie
- Michael Barnesova studie ko-evoluce náboženského a vědeckého myšlení (Barnes 2000)
- Peter Damerowova teorie prehistorického a starověkého myšlení (Damerow 1995)
- Kieran Eganova stadia porozumění
- James W. Fowlerova stadia vývoje víry
- Suzy Gablikovy stadia historie umění (Gablik 1977)
- Christopher Hallpikeovy studie změn v poznávání a morálním úsudku v prehistorickém období, ve starověku a v antice (Hallpike 1979, 2004)
- Lawrence Kohlbergova stadia morálního vývoje
- Don Lepanova teorie původu moderního myšlení a dramatu (LePan 1989)
- Charles Raddingova teorie o středověkém intelektuálním vývoji (Radding 1985)
- R.J. Robinsonova stadia historie (Robinson 2004)
- Robert Keganova konstruktivne-vývojová teorie (Kegan 1982)
- Allen Iveyovo vývojové poradenství a terapie (DCT) (Ivey 1986)

## Citát
- Inteligence uspořádává svět tím, že uspořádává sama sebe, in „La construction du réel chez l'enfant“ (1937)